# Bromus inermis
Bromus inermis (o bromo inerme) es una especie fanerógama perteneciente a la familia de las gramíneas (Poaceae). Es nativa de Europa.

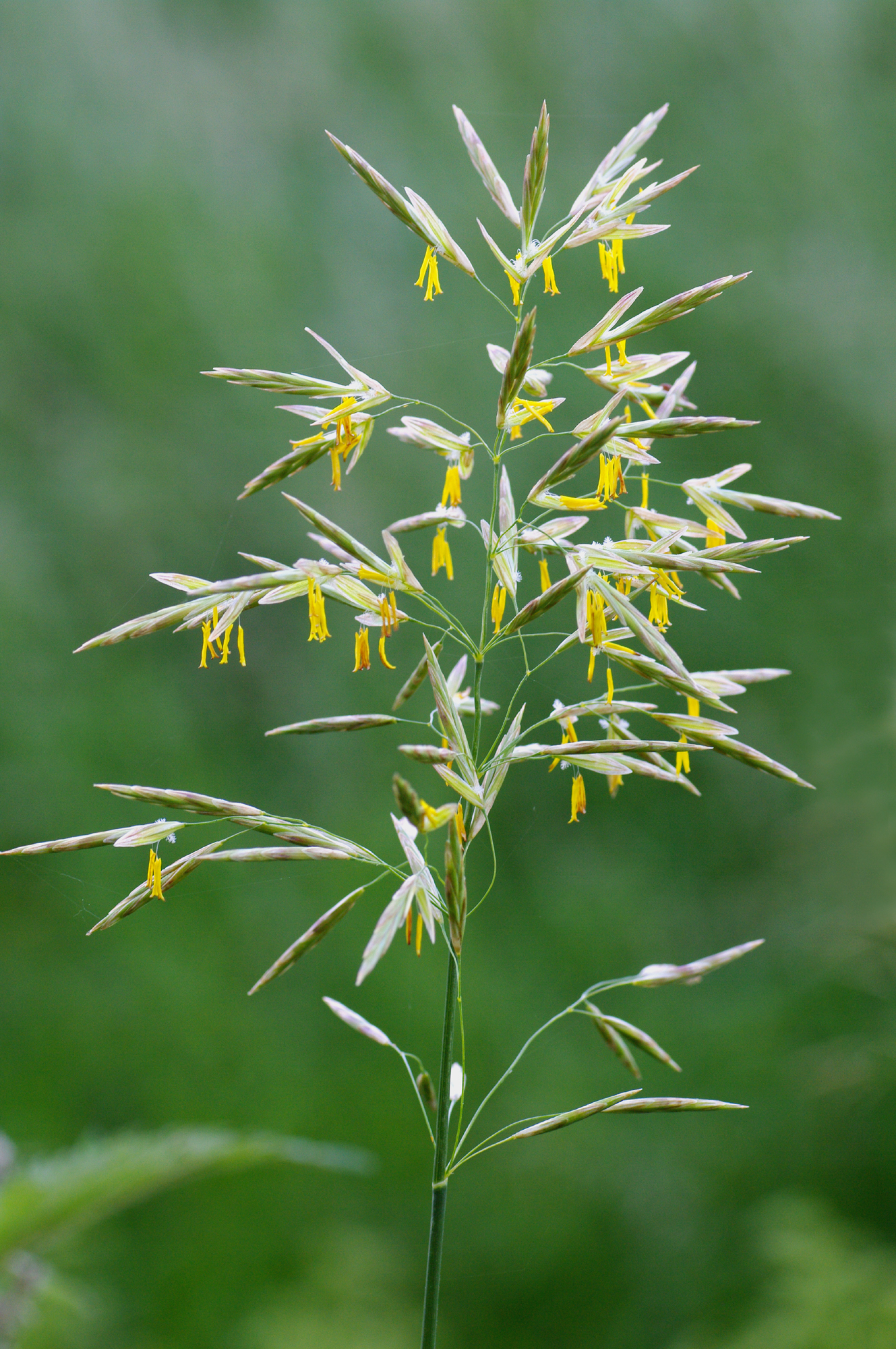
Inflorescencia

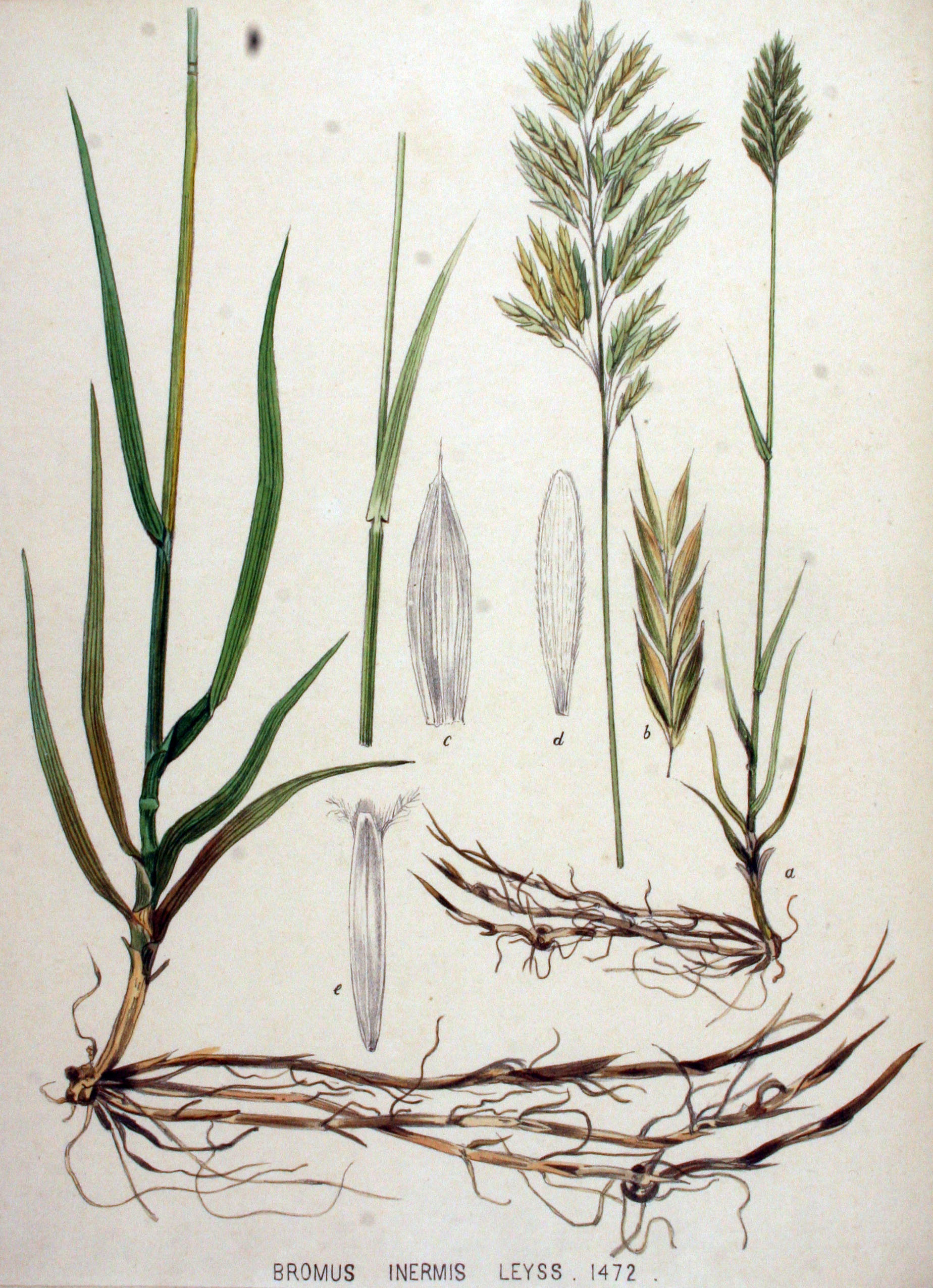
Ilustración

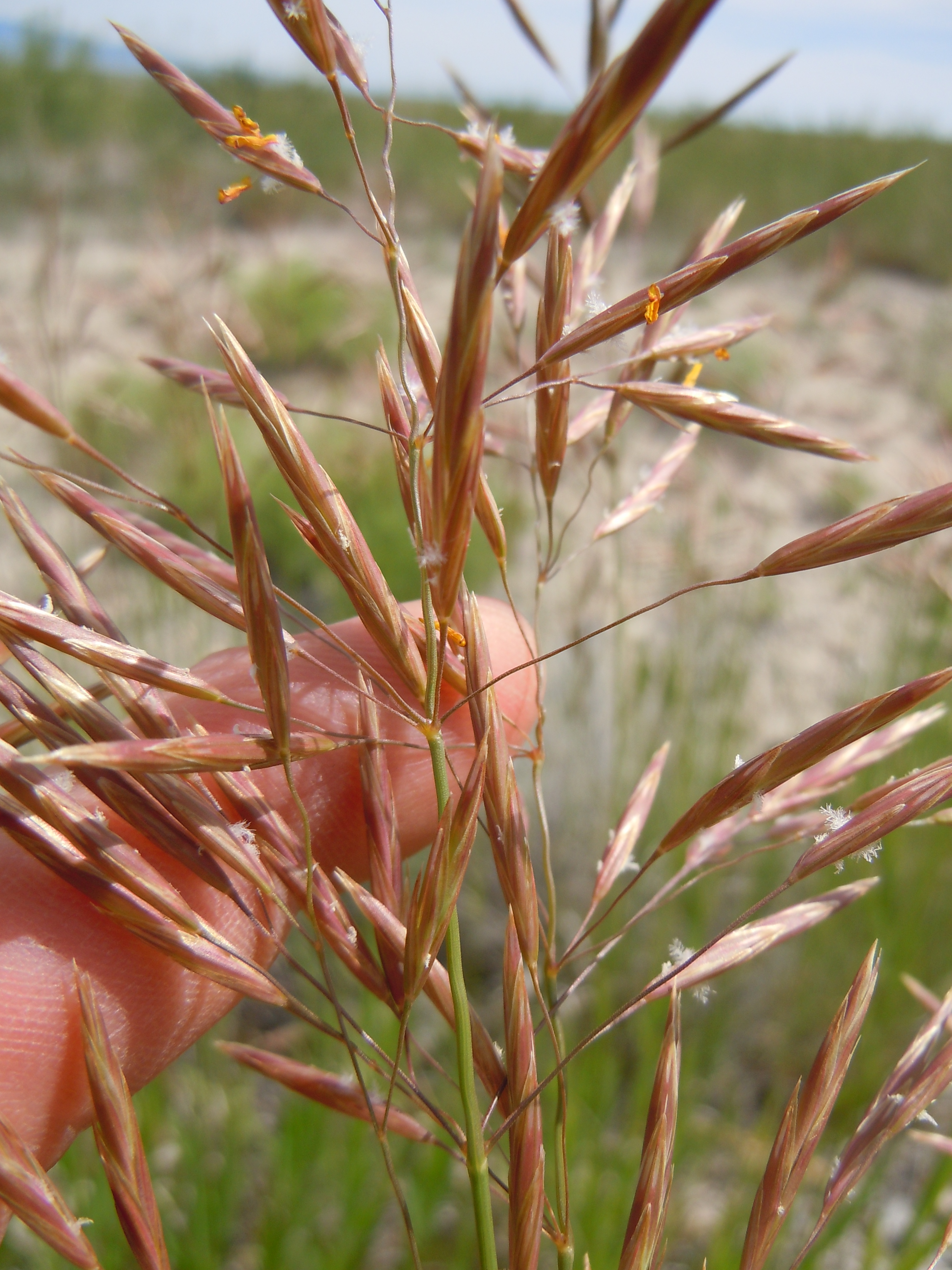
Espigas

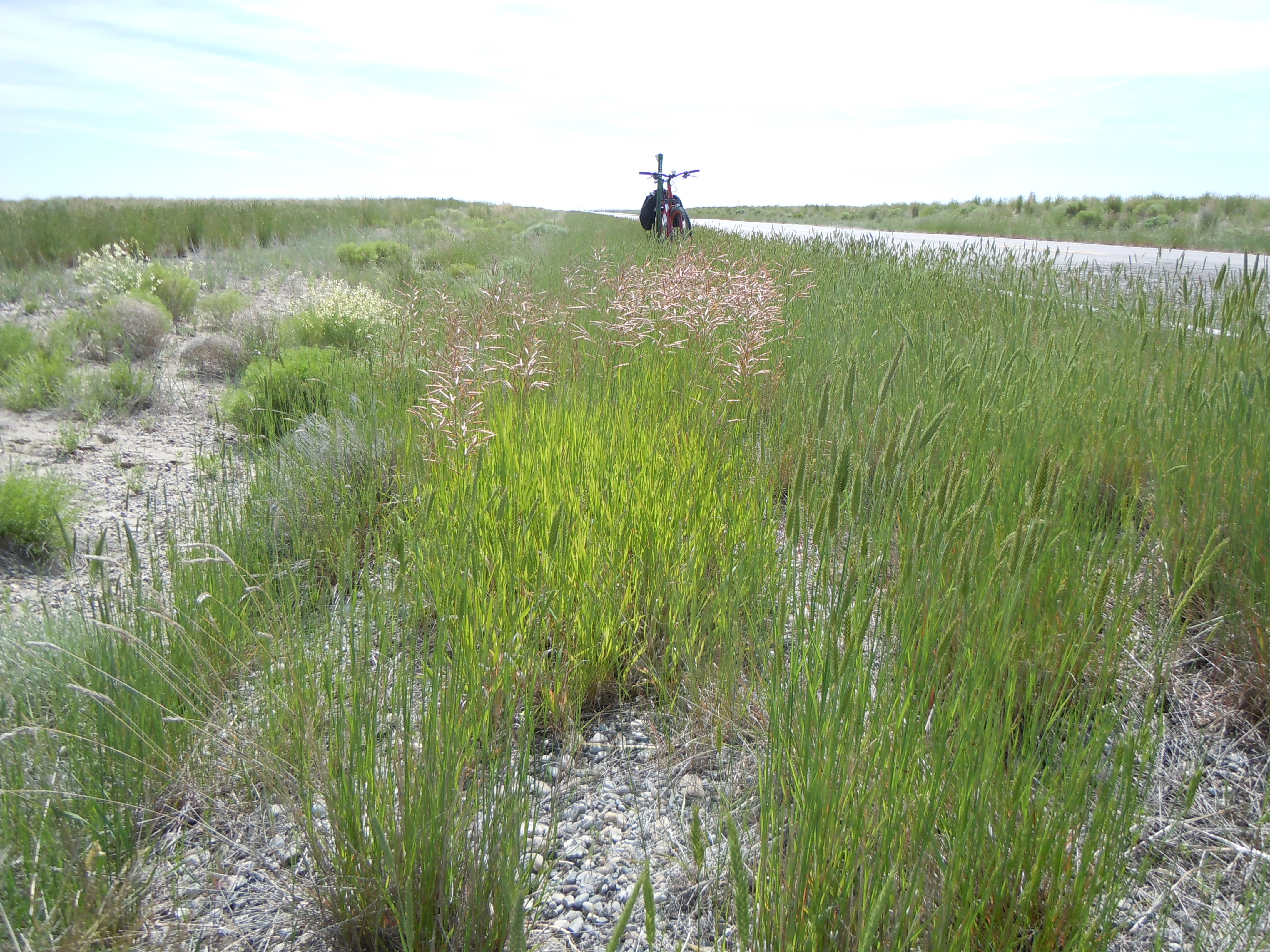
Hábitat

## Identificación
Planta perenne, rizomatosa, de 30-150 cm, con hojas de 5-12 mm de anchura, glabras o glabrescentes, con lígula corta y truncada.
Espiguillas de 15-30 mm, con glumas desiguales, la inferior con 1 nervio y la superior con 3, y 5-10 flores. Flores con el lema sin arista o con una arista menor de 2 mm. Inflorescencia en panícula erecta y laxa.

## Biología y fenología
Florece en verano (de junio a septiembre), por lo que es una planta de día corto. 
Forma biológica: es hemicriptófito (pasan el período desfavorable con las yemas de recambio en la superficie del suelo o inmediatamente debajo)

## Requerimientos ambientales
Es una planta muy rústica: Resiste bien el clima continental con temperaturas extremas (altas y bajas)y tolera las sequías poco intensas. Su temperamento edáfico es amplio y tiene pH óptimo entre 6-7,5. 
Lento establecimiento en campo. 
En lugares fríos, con heladas otoñales tempranas, se aconsejan las siembras primaverales. En condiciones de elevada humedad es muy susceptible a enfermedades, afectando al estado sanitario del pasto.No soporta el encharcamiento.
Su persistencia media es de 3-4 años.

## Distribución y zonas de cultivo
Espontánea en las áreas templadas y frías de Europa y presente en la mitad norte de la península ibérica. Se cultiva principalmente en EE. UU. y Canadá. 
En la Península no es frecuente su cultivo.

## Interés forrajero y aprovechamiento
Se siembra como cultivo monófito o bífito, por ejemplo con alfalfa (Medicago sativa) o trébol violeta(Trifolium pratense), con unas dosis de siembra en cultivo puro de 20-25 kg/ha y en mezcla de 10-15 kg/ha.
Produce un pasto denso y abundante (15 t ms/ha) hasta muy avanzada la estación otoñal. La producción responde bien a los aportes nitrogenados. El pasto es muy palatable, de elevada digestibilidad y alto contenido proteico, muy apreciado por el ganado mayor.
Es recomendable para siega y aporte en verde o conservado (heno o silo). Su resistencia al pastoreo es moderada. Se recomienda pastarla a una cierta altura para favorecer su rebrote.
Crece mediante rizomas y dado su carácter encespedante es adecuada para su uso en la revegetación de áreas denudadas.
Variedades: Superior, Manchar, Jubilee, Saratoga, Lincoln, Achenbach, Lancaster, Lyon, Baylor...

## Taxonomía
Bromus inermis fue descrita por Friedrich Wilhelm von Leysser y publicado en Flora Halensis 16. 1761.
Etimología
Bromus: nombre genérico que deriva del griego bromos = (avena), o de broma = (alimento).
inermis: epíteto latino que significa "sin espinas".
Citología
Número de cromosomas de Bromus inermis (Fam. Gramineae) y táxones infraespecíficos: 2n=42
Sinonimia
- Bromopsis inermis (Leyss.) Holub
- Bromus erectus Ledeb.
- Bromus glabrescens Honda
- Bromus inopinatus B.B.Brues & C.T.Brues
- Bromus latifolius Kar. & Kir.
- Bromus littoreus Georgi
- Bromus pseudoinermis Schur
- Bromus pskemensis Pavlov
- Bromus purpurascens Turcz. ex Griseb.
- Bromus reimannii (Asch. & Graebn.) Asch. & Graebn.
- Bromus tatewakii Honda
- Festuca inermis (Leyss.) DC.
- Festuca leysseri Moench
- Festuca poiformis Pers.
- Festuca poioides Thuill.
- Festuca rubra subsp. villosa (Mert. & W.D.J.Koch) S.L.Liou
- Festuca rubra var. villosa Mert. ex Koch
- Festuca speciosa Schreb.
- Forasaccus inermis (Leyss.) Lunell
- Poa bromoides (Leyss.) Mérat
- Schedonorus inermis (Leyss.) P.Beauv.
- Schedonorus longifolius Trin. ex Steud.
- Zerna inermis (Leyss.) Lindm.
- Zerna inermis var. malzevii (Drobow) Tzvelev[5][6]